# ジャイアント落合
ジャイアント落合（ジャイアントおちあい、1973年5月8日 - 2003年8月8日）は、日本の男性総合格闘家、プロレスラー。本名は岡田 貴幸（おかだ たかゆき）。秋田県男鹿市出身。秋田工業高等専門学校卒業。

## 来歴
秋田工業高等専門学校時代は、柔道部に所属。選手として全国高等専門学校体育大会・柔道競技4連覇の実績を持ち、卒業後には正道会館の柔術教室師範の平直行が率いる東京ボンバイエに所属。本名の岡田貴幸として、1998年の東京ドームでのK-1グランプリ決勝戦で柔術フリースタイルルールの試合を行った。また、アマチュア修斗でも、1998年8月、第5回全日本アマチュア修斗選手権ヘビー級で準優勝。翌1999年も準優勝している。
その後は、空手家の佐竹雅昭が代表を務める「怪獣王国」に所属し、2000年6月13日に佐山サトルのアルティメットボクシングの旗揚げ戦、PRIDEルールでジャイアント落合としてプロ総合格闘技デビューした。この模様はフジテレビの格闘技番組『SRS』で放送され、特異なキャラクターが注目され、2か月後の8月27日に開催されたPRIDE.10でも試合を行った。
同年にプロレスラーとしてもデビューし、格闘探偵団バトラーツのリングに散発的に上がるようになった。本人はPRIDEでの試合にこだわり、2002年7月から始まったPRIDEへの登龍門イベントの「THE BEST」には毎回登場して3連勝。試合後のマイクやインタビューでPRIDE出場を訴え続けたが、PRIDEへの昇格は叶わなかった。
2003年7月28日本格的なプロレスデビューを目指して、出稽古をしていたWJプロレスの道場で、ロープワークの練習中に倒れて意識不明の重体になり、昭和大学病院に緊急入院。開頭手術を受けるも、8月8日午後4時30分、急性硬膜下血腫により死去。30歳没。死の2日後、「PRIDE GRANDPRIX 2003 開幕戦」開会直後に黙祷が捧げられた。

## 人物・エピソード
- 身長185cm、体重130kgの巨体にアフロヘアーとサングラスがトレードマーク。初登場時にはアフロのカツラを脱いだら、地毛もアフロというパフォーマンスを見せた。
- プロ野球中日ドラゴンズ元監督である落合博満は母方の叔父であり姓は異なるものの血縁関係にある。しかし本姓が岡田であったため、リングネームに「落合」を使用するに際し、叔父博満に許諾を取ったという。声優の落合福嗣は従兄弟。
- 「怪獣王国」に所属した唯一の選手。落合は佐竹のことを「国王」と呼んでいた。
- 上京後から、プロレスデビューしても暫くの間は世田谷区三軒茶屋のレンタルビデオ店でアルバイトをして生計を立てていた。自他共に認める映画好き（博満も映画好きとして有名）。
- PRIDE.10でリコ・ロドリゲスと試合をした際の落合のスパッツには大きく「まむし」と書かれていた。

## 戦績
| 総合格闘技 戦績 | 総合格闘技 戦績 | 総合格闘技 戦績 | 総合格闘技 戦績 | 総合格闘技 戦績 | 総合格闘技 戦績 | 総合格闘技 戦績 |
| --------------- | --------------- | --------------- | --------------- | --------------- | --------------- | --------------- |
| 9 試合          | (T)KO           | 一本            | 判定            | その他          | 引き分け        | 無効試合        |
| 3 勝            | 2               | 1               | 0               | 0               | 2               | 0               |
| 3 敗            | 1               | 1               | 1               | 0               | 2               | 0               |

| 勝敗 | 対戦相手               | 試合結果                         | 大会名                           | 開催年月日     |
| △    | ベンガドール・ボリクア | 5分2R終了 判定0-0                | DEEP 9th IMPACT in KORAKUEN HALL | 2003年5月5日   |
| ○    | キム・ジョンワン       | 1R 0:24 ギブアップ（右拳の骨折） | THE BEST Vol.3                   | 2002年10月20日 |
| ○    | 橋本友彦               | 1R 2:10 KO（右フック）           | THE BEST Vol.2                   | 2002年7月20日  |
| ○    | 西田操一               | 1R 2:00 KO（スタンドパンチ連打） | THE BEST                         | 2002年2月22日  |
| ×    | ジーン・フレジャー     | 7分1R終了 判定0-3                | KOTC 10: Critical Mass           | 2001年8月4日   |
| △    | 西良典                 | 3分4R終了 判定1-0                | サムライ2000                     | 2000年10月22日 |
| ×    | リコ・ロドリゲス       | 1R 6:04 スリーパーホールド       | PRIDE.10                         | 2000年8月27日  |
| ×    | ボリソフ・イゴリ       | 1R 7:05 TKO（パンチ連打）        | アルティメットボクシング旗揚げ戦 | 2000年6月11日  |